# Operacja Agreement
Operacja Agreement – wojskowa operacja lądowa i desantowa przeprowadzona przez siły brytyjskie, rodezyjskie i nowozelandzkie w Tobruku, będącym wówczas pod kontrolą państw Osi, w dniach 13–14 września 1942 roku podczas II wojny światowej. Special Interrogation Group, złożona z żołnierzy biegle władających językiem niemieckim, przeprowadziła szereg misji za liniami wroga. Działania dywersyjne rozciągnięto również na Bengazi (operacja Bigamia), oazę Jalo (operacja Nicety) i Barkę (operacja Caravan). Atak na Tobruk okazał się katastrofą; Brytyjczycy stracili kilkuset zabitych i pojmanych żołnierzy, jeden krążownik, dwa niszczyciele, sześć kutrów torpedowych i dziesiątki małych jednostek desantowych.

## Tło
Celem operacji Agreement było osłabienie wysiłków wojennych państw Osi w Afryce Północnej poprzez zniszczenie lotnisk, portów, statków zaopatrzeniowych, pojazdów i dużych magazynów ropy. Alianci zamierzali również zdobyć oazę Jalo, która miała być wykorzystana jako punkt zborny dla wycofujących się sił lądowych biorących udział w innych operacjach za liniami wroga.

## Kurs

### Preludium
Patrole G1 i T1 Long Range Desert Group (LRDG) złożone z 50 ludzi, 12 lekkich ciężarówek i pięciu jeepów zaatakowały lotnisko w Barce i główne koszary, niszcząc 16 samolotów i uszkadzając siedem kolejnych. Podczas ataku na koszary LRDG straciło czterech ludzi i dwa pojazdy. W pobliżu Zaptié siły LRDG zostały przechwycone przez włoską kompanię zmotoryzowaną, a wszystkie ciężarówki oprócz dwóch zostały uszkodzone lub zniszczone. Ciężarówki były załadowane najciężej rannymi, podczas gdy pozostali przeszli pieszo 160 km. Włosi wzięli do niewoli siedmiu Nowozelandczyków i trzech Rodezyjczyków, wszystkich rannych. Po roku czterem Nowozelandczykom udało się uciec. Ppłk David Stirling i grupa Special Air Service, wspierana przez patrole S1 i S2 LRDG, mieli podjąć próbę dużego rajdu na Bengazi, ale przez spóźnienie ich obecność została odkryta po starciu na blokadzie drogowej o świcie. Gdy element zaskoczenia został utracony, a osłona ciemności ustąpiła, Stirling nakazał odwrót. Atak na oazę Jalo został przeprowadzony przez Siły Obronne Sudanu oraz patrole S1 i S2 LRDG. Pierwszy atak w nocy z 15 na 16 września został łatwo odparty przez obrońców, którzy byli w stanie gotowości i otrzymali posiłki. Atakujący wycofali się 19 września, gdy włoska kolumna zbliżyła się do oazy.

### Główny atak
Operacja Agreement obejmowała siły desantowe około 400 Royal Marines, 180 żołnierzy piechoty z Pułku Argyll and Sutherland Highlanders (kpt. Norman MacFie), 14 pluton kompanii Z I batalionu Pułku Royal Northumberland Fusiliers (por. Ernest Raymond) oraz saperów i Force B (ppłk John Edward Haselden), około 150 komandosów SAS zbliżających się od strony pustyni. Siły desantowe zostały podzielone na Force A, wspierane przez niszczyciele i mające na celu wysadzenie marines na półwyspie na północ od Tobruku, podczas gdy Force C, złożone z jednostek przybrzeżnych, zostało skierowane w stronę wlotu na wschód od portu w Tobruku. Force B zdobył włoską baterię przybrzeżną dział kal. 152 mm, ale została ona szybko odbita przez włoską piechotę morską z batalionu San Marco; Haselden zginął w akcji. Większość baterii przybrzeżnych i innych umocnionych pozycji pozostała w rękach Osi.

#### Force A
Force E, grupa komandosów z okrętu podwodnego HMS „Taku”, nie ustawiła na brzegu radiolatarni, aby pokierować głównymi siłami brytyjskimi, z powodu złych warunków na morzu. Garnizon został wzmocniony, a niszczyciele HMS „Sikh” i „Zulu”, które transportowały Royal Marines, dobiły do niewłaściwej plaży, daleko na zachód od planowanego miejsca lądowania. Brytyjski niszczyciel „Sikh”, który prowadził lądowanie, został trafiony przez włoskie baterie przybrzeżne kal. 152 mm i niemieckie działa przeciwpancerne kal. 88 mm, w czasie gdy ostrzeliwał wroga na brzegu. „Zulu” pospieszył mu na ratunek, ale nie był w stanie odholować „Sikha”, który ostatecznie zatonął; zgłoszono śmierć 122 członków załogi, a ocaleni, z których większość została uratowana z wody przez wycofujące się łodzie desantowe, ostatecznie zostali wzięci do niewoli. Po południu 14 września, podczas powrotu do Aleksandrii, HMS „Coventry” został poważnie uszkodzony przez niemieckie bombowce nurkujące Junkers Ju 87 „Stuka” operujące z Krety, a 63 członków załogi zginęło. „Coventry” został dobity przez „Zulu”, który sam został trafiony przez niemieckie bombowce nurkujące Ju 87 i Junkers Ju 88 nieco później. Podczas holowania, 120 mil morskich od Aleksandrii „Zulu” zatonął, tracąc 39 członków załogi.

#### Force C

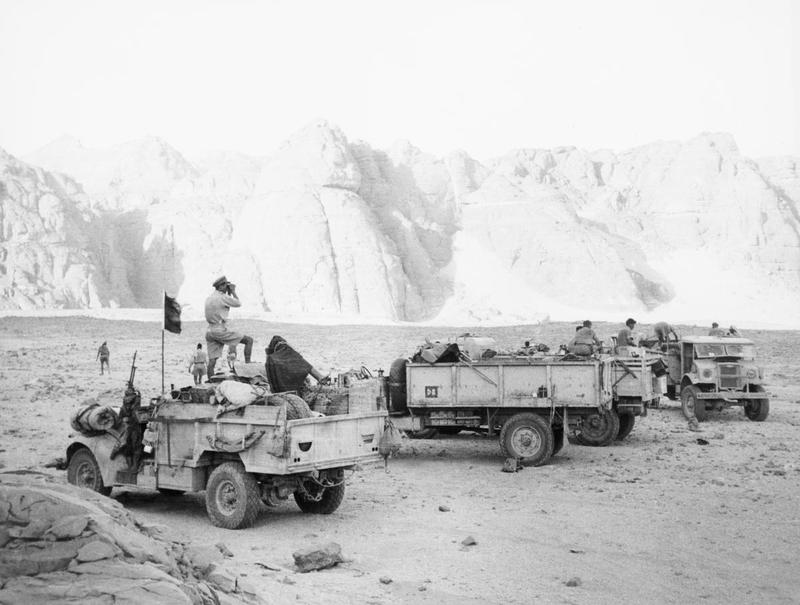
Żołnierze LRDG/SAS na ciężarówkach w czasie postoju przy skalnym występie Gilf Kebir podczas operacji Agreement

Kolejna grupa w motorówkach i łodziach desantowych, tym razem oddziały piechoty z Pułku Argyll and Sutherland Highlanders i pluton karabinów maszynowych Royal Northumberland Fusiliers, których karabiny maszynowe Vickers miały bronić strefy lądowania, częściowo nie dotarła nawet do wyznaczonego miejsca desantu. Z powodu niezwykle silnego ognia z portu w Tobruku, tylko dwa kutry, MTB 261 i MTB 314, dotarły do Marsa Umm el Sciausc, docelowej zatoki. MTB 314 utknął na mieliźnie, ale MTB 261 zdołał wysadzić sierż. „Dusty'ego” Millera i jego grupę fizylierów oraz odpłynąć. Motorówki ML 353, ML 352 i ML 349 oraz 17 MTB zostały powstrzymane przez zaporę bomową oraz włoską flotyllę kutrów torpedowych i Motozattera (uzbrojonych barek motorowych).
Trzy MTB wystrzeliły torpedy w okręty wojenne zacumowane w porcie, ale bezskutecznie. ML 353 został podpalony i zatopiony, albo trafiony przez włoskie okręty wojenne, albo ostrzelany przez włoskie myśliwce Macchi MC.200, podczas gdy ML 352, MTB 308, MTB 310 i MTB 312 zostały zniszczone przez samoloty Osi. MTB 314, motorowy kuter torpedowy, która został uszkodzony i osiadł na mieliźnie podczas bitwy, został zdobyty przez niemiecki trałowiec portowy R-10 o świcie, z 117 marynarzami i żołnierzami na pokładzie. Chociaż były często bombardowane z lotu nurkowego i ostrzeliwani podczas podróży powrotnej, większość MTB i ocalałych ML dotarła do Aleksandrii.

## Następstwa

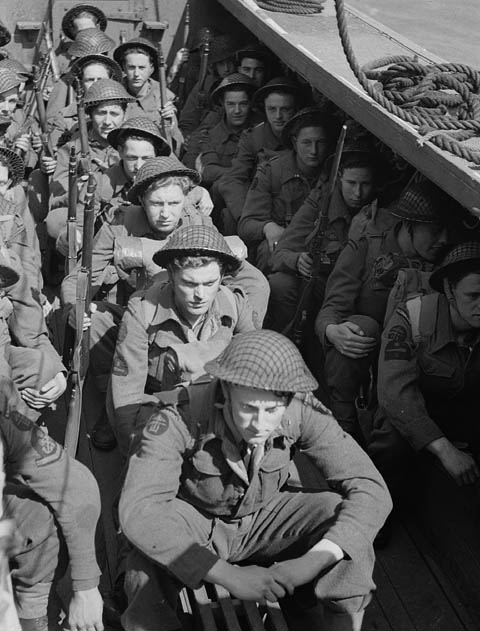
Brytyjscy komandosi podczas ćwiczeń 9 maja 1944

Operacja Agreement okazała się kompletnym fiaskiem. Dziesiątki brytyjskich marynarzy i marines zostało uratowanych z morza i wziętych do niewoli przez włoskie torpedowce „Castore”, „Generale Carlo Montanari”, uzbrojony holownik „Vega”, flotyllę niemieckich trałowców portowych oraz kilka niemieckich i włoskich barek motorowych. Kilka prowizorycznych motorowych jednostek desantowych, maruderów z Force A, próbujących dotrzeć do Aleksandrii z bardzo małą prędkością, zostało również schwytanych wraz z ich załogami. Dowódca „Sikha”, kpt. John Micklethwait, został wzięty do niewoli, gdy załoga włoskiej barki motorowej przejęła jedną z motorówek Royal Marines i dwie barki holowane przez statek. Ponton obsadzony przez rozbitków z ML 352 podążających tą samą trasą ucieczki został przyjęty przez załogę „Castore” w południe. Straty wyniosły około 300 Royal Marines, 160 żołnierzy, 280 marynarzy, krążownik przeciwlotniczy „Coventry”, niszczyciele „Sikh” i „Zulu”, dwie łodzie motorowe, cztery MTB i kilka małych jednostek desantowych. Royal Marines stracili 81 zabitych, a Royal Navy kolejnych 217 ludzi w wyniku zatonięcia statków; około 576 ocalałych dostało się do niewoli. Straty Osi wyniosły zaledwie 15 zabitych Włochów i jednego Niemca, 43 Włochów i siedmiu Niemców rannych.